# Nephila vitiana
Espèce
Synonymes
- Epeira vitiana Walckenaer, 1847
- Nephila piepersii Thorell, 1877
- Nephila wallacei Thorell, 1877

Nephila vitiana est une espèce d'araignées aranéomorphes de la famille des Araneidae.

## Distribution
Cette espèce se rencontre en Indonésie à Bali, à Sulawesi et au Timor occidental et au Timor oriental.
La présence de cette espèce aux îles Salomon, aux Fidji ou aux Tonga a été exclue par Harvey, Austin et Adams en 2007.

## Systématique et taxinomie
Cette espèce a été décrite sous le protonyme Epeira vitiana par Walckenaer en 1847. Elle est placée dans le genre Nephila par Dahl en 1912.
Nephila wallacei et Nephila piepersii ont été placées en synonymie par Dahl en 1912.

## Publication originale
- Walckenaer, 1847 : Dernier Supplément. Histoire naturelles des Insectes. Aptères. Paris, vol. 4, p. 365-564.